# 大高酵素
大高酵素株式会社（おおたかこうそ）は、北海道小樽市に本社を置く健康食品・医薬部外品・化粧品・動物飼料の製造販売会社。発酵オガクズ風呂（イオンハウス）の事業展開。主力商品は、通称「大高酵素」と呼ばれる、植物エキス醗酵飲料「スーパーオータカ」。

## 概要
創始者大高登が植物抽出液を醗酵させた酵素原液の開発着手から、植物エキス醗酵飲料のパイオニアとして、企業活動を通じて人類の健康増進と福祉への貢献を続けている。
北海道の自然環境・風土を最大限に利用して、造るのではなく育てるという考えを基本に、植物原料素材を中心に長年積み重ねられた醗酵技術のノウハウを利用して、健康飲料、化粧品、医薬部外品、動物用飼料などさまざまな製品を製造販売。
醗酵技術を応用したおがくず風呂、イオンハウス（登録商標）の技術指導もおこなう。
研究体制は、物質の特定やエビデンスをはじめとした機能性の裏付けなど、自社研究部門は勿論のこと大学や各種研究機関と共同で進めている。
中国、韓国、台湾、東南アジアを中心にさらには欧州へと海外にも市場展開をしている。

## 沿革
- 1913年（大正2年）創始者・大高登出生（大正2年）
- 1926年（大正15年）大高登が下校時 笹竹の切り株で右足を踏み抜き その傷を薬草で止血 その後 酵素原液の開発に着手
- 1935年（昭和10年）「大高酵素研究会」を発足村に設立
- 1955年（昭和30年）大高登が鷹泊から帯広へ移住 東2条南16丁目に居を構え 「大高酵素科学研究所」を設立
- 1957年（昭和32年）「大高酵素飲料」1800mlを6,000円で発売
- 1959年（昭和34年）アメリカ合衆国特許を取得
- 1960年（昭和35年）「大高酵素化学株式会社」を小樽市桜町835番地（現会長宅）に設立 日本国特許申請「多種類の植物性酵素を含有する酵素原液の製造法」 「大高健康クラブ」設立
- 1961年（昭和36年）オガクズ酵素風呂「イオンハウス」を札幌市白石に開設
- 1962年（昭和37年）小樽市桜町に工場・社屋落成
- 1963年（昭和38年）化粧品「ヘーラールーノ」製造許可取得
- 1965年（昭和40年）「大高酵素化学株式会社」と「大高酵素販売株式会社」を合併 新社名「大高酵素化学株式会社」 資本金5100万円
- 1970年（昭和45年）大高登、全国日本学士会アカデミア賞受賞
- 1971年（昭和46年）大高登、日本発明協会会長奨励賞を受賞
- 1971年（昭和46年）「大高酵素飲料」の商品名を「スーパーオータカ」に変更
- 1972年（昭和47年）札幌冬季オリンピックでオガクズ酵素風呂「イオンハウス」協賛
- 1973年（昭和48年）伊達工場落成
- 1975年（昭和50年）「大高酵素株式会社」に社名変更
- 1977年（昭和52年）「ヘーラールーノゴールド」基礎化粧品シリーズ発売
- 1983年（昭和58年）新化粧品シリーズ「ヘーラーコレクション」発売
- 1984年（昭和59年）大高登、科学技術長官賞を受賞 全国日本学士会アカデミア大賞受賞
- 1988年（昭和63年）創始者・大高登没
- 1991年（平成3年）会長・大高登久子 代表取締役社長・原三起男
- 2000年（平成12年）会長・大高登久子 代表取締役社長・杉森恒夫
- 2001年（平成13年）無添加化粧品「ヘーラールーノピュア」シリーズ発売
- 2003年（平成15年）動物用植物エキス醗酵液「スーパーワンにゃん」発売
- 2007年（平成19年）会長・大高登久子没
- 2010年（平成22年）会長・杉森恒夫 代表取締役社長・今井政一

## 主力商品
植物エキス醗酵飲料（スーパーオータカ、酵華、風雪）、医薬部外品（消化薬：オータカラーゼ、入浴剤：バスコーソ）、粉末および顆粒タイプ健康食品、植物エキス醗酵美容水（ヘーラールーノ）植物エキス醗酵配合化粧品シリーズ（ヘーラールーノピュア、ヘーラールーノゴールド、ヘーラーコレクション）ほか

## 本社および支店
- 小樽本社・工場
- 伊達工場
- 北海道支店
- 仙台支店
- 東京支店
- 富山支店
- 名古屋支店
- 大阪支店
- 広島支店
- 福岡支店